# Suites d'un bal masqué
Suites d'un bal masqué est un tableau peint par Jean-Léon Gérôme en 1857 conservé au Musée Condé de Chantilly. Il est aussi désigné par le titre Un duel après le bal.

## Historique
Le tableau est réalisé par Jean-Léon Gérôme, alors que celui-ci se détourne progressivement de la peinture d'histoire pour privilégier l'orientalisme et la peinture de genre. Présenté au Salon de 1857, il rencontre un très grand succès, sans doute le plus grand du peintre. L'œuvre pourrait avoir été commandée par le marchand d'art anglais Gambart, qui l'acquiert pour la somme de 20 000 francs et la fait graver et exposer à Londres. Le tableau est acquis l'année suivante par Henri d'Orléans, duc d'Aumale, alors que celui-ci est en exil en Angleterre. Il le conserve dans sa résidence de Twickenham. 
En 1867, Jean-Léon Gérôme emprunte le tableau au duc d'Aumale, par l'intermédiaire de son ami Charles Jalabert, pour l'exposer au cours de l'exposition universelle de 1867. À cette occasion, le peintre obtient le grand prix de peinture. Selon Théophile Gautier, la toile est « le succès populaire du Salon ; et, comme le tableau n'a pas de grandes dimensions, il faut presque attendre son tour pour le voir ». 
Le duc d'Aumale rapatrie le tableau dans son château de Chantilly à son retour d'exil en 1871. De ces échanges naît une amitié entre le duc et le peintre, par ailleurs tous deux par la suite membres de l'Académie des beaux-arts. L'artiste réalise en 1899, après la mort du duc, une statue équestre érigée en son hommage dans la ville de Chantilly. Le tableau est exposé dans la salle Isabelle du Logis du musée Condé.

## Sujet

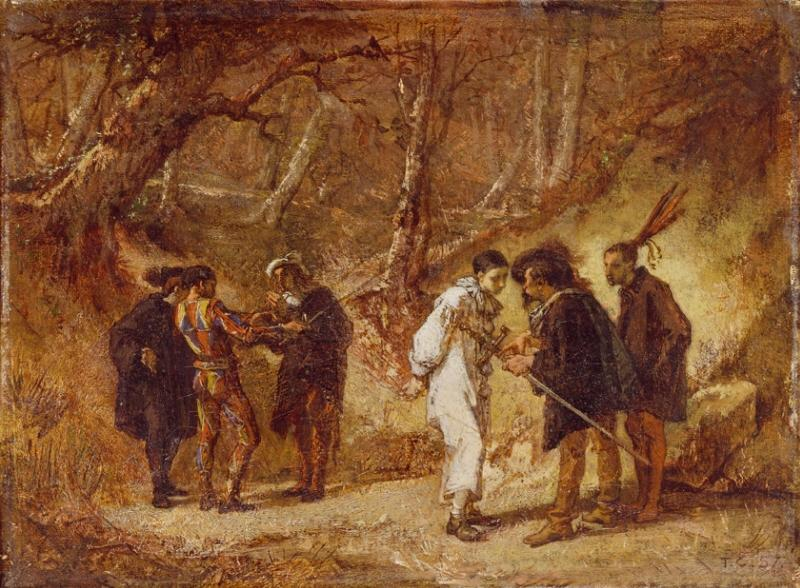
Le Duel après le bal masqué, Thomas Couture, 1857. Wallace Collection, Londres.

La scène représente la fin d'un duel lors d'un matin d'hiver, la neige recouvrant le sol au milieu du bois de Boulogne. Un pierrot, s'écroule, touché mortellement, l'épée à la main. Il est soutenu par le duc de Guise, un autre personnage, habillé en doge de Venise, tentant d'arrêter l'hémorragie. Un troisième se précipite à ses pieds en se tenant la tête entre les mains, habillé en domino. Le vainqueur du duel, habillé en Indien d'Amérique, s'éloigne de la scène à droite, accompagné d'un arlequin, son témoin.  
Selon Edmond About, ce sujet aurait été inspiré à Gérôme par plusieurs duels en costume s'étant déroulé au bois de Boulogne. Le souvenir de l'un d'eux en particulier, entre deux hommes politiques, Deluns-Montaud, député de l'Empire (père de Pierre Deluns-Montaud) et Symphorien Boittelle, futur préfet de police, s'est déroulé à l'hiver 1856-1857. 
Thomas Couture a représenté exactement le même sujet, la même année, mais à un autre moment du duel. Intitulé Le Duel après le bal masqué, il représente la conversation entre témoins avant le duel. Le tableau est conservé à la Wallace Collection.

## Œuvres en rapport
Devant le succès de l'œuvre, plusieurs répliques autographes sont réalisées : 
- une commande pour le prince Alexandre de Russie, actuellement conservée au musée de l'Ermitage à Saint-Pétersbourg (68 × 99 cm)[7]
- une réplique destinée à la reproduction en photogravure, actuellement conservée au Walters Art Museum (39 × 56 cm)[8]

D'autres répliques de petite taille sont conservées dans des collections particulières. Deux dessins préparatoires sont connus : l'un dans une collection particulière, l'autre, centré sur le groupe du pierrot, est conservé au cabinet des dessins du château des Sforza à Milan.

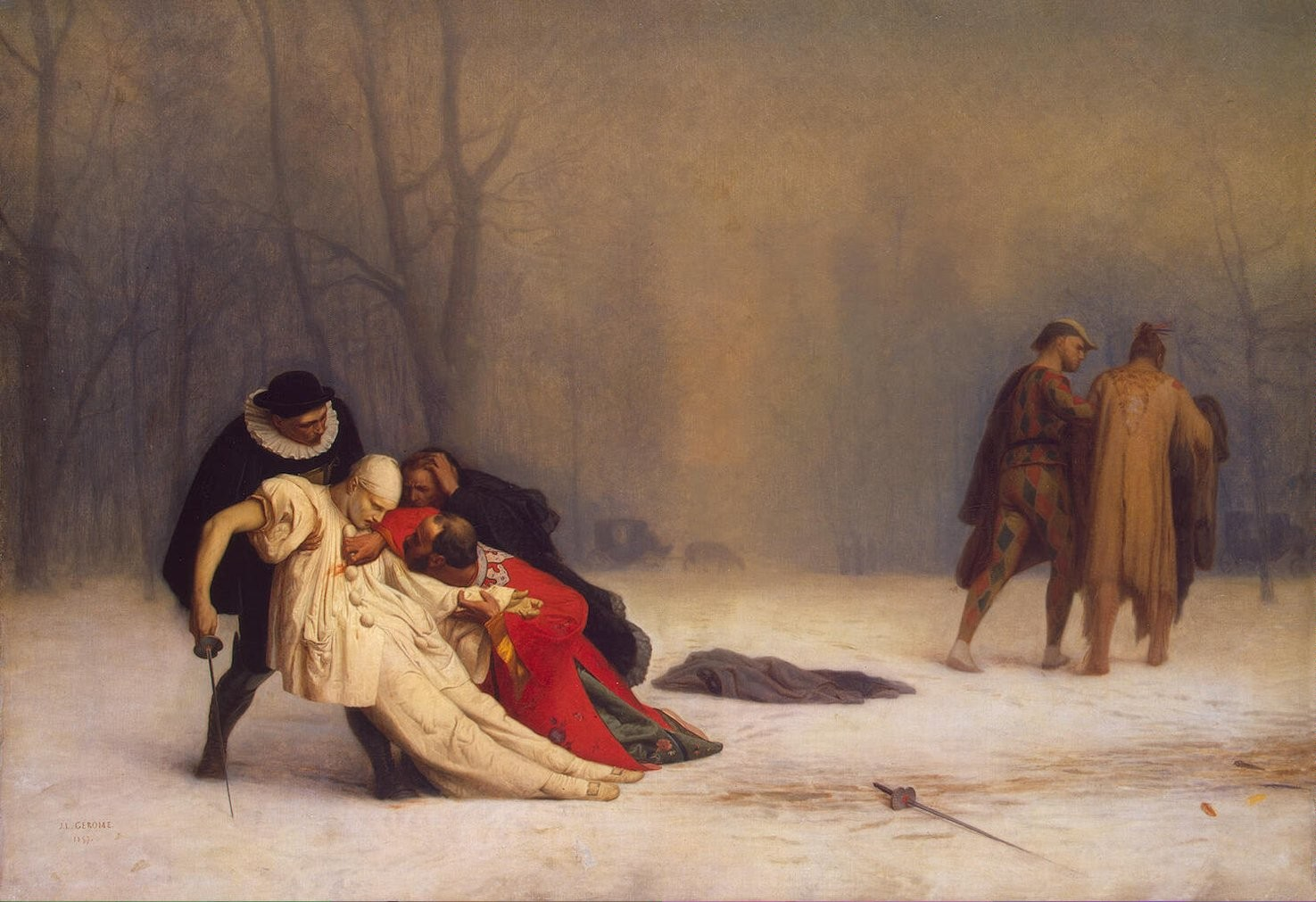
Réplique du musée de l'Ermitage.
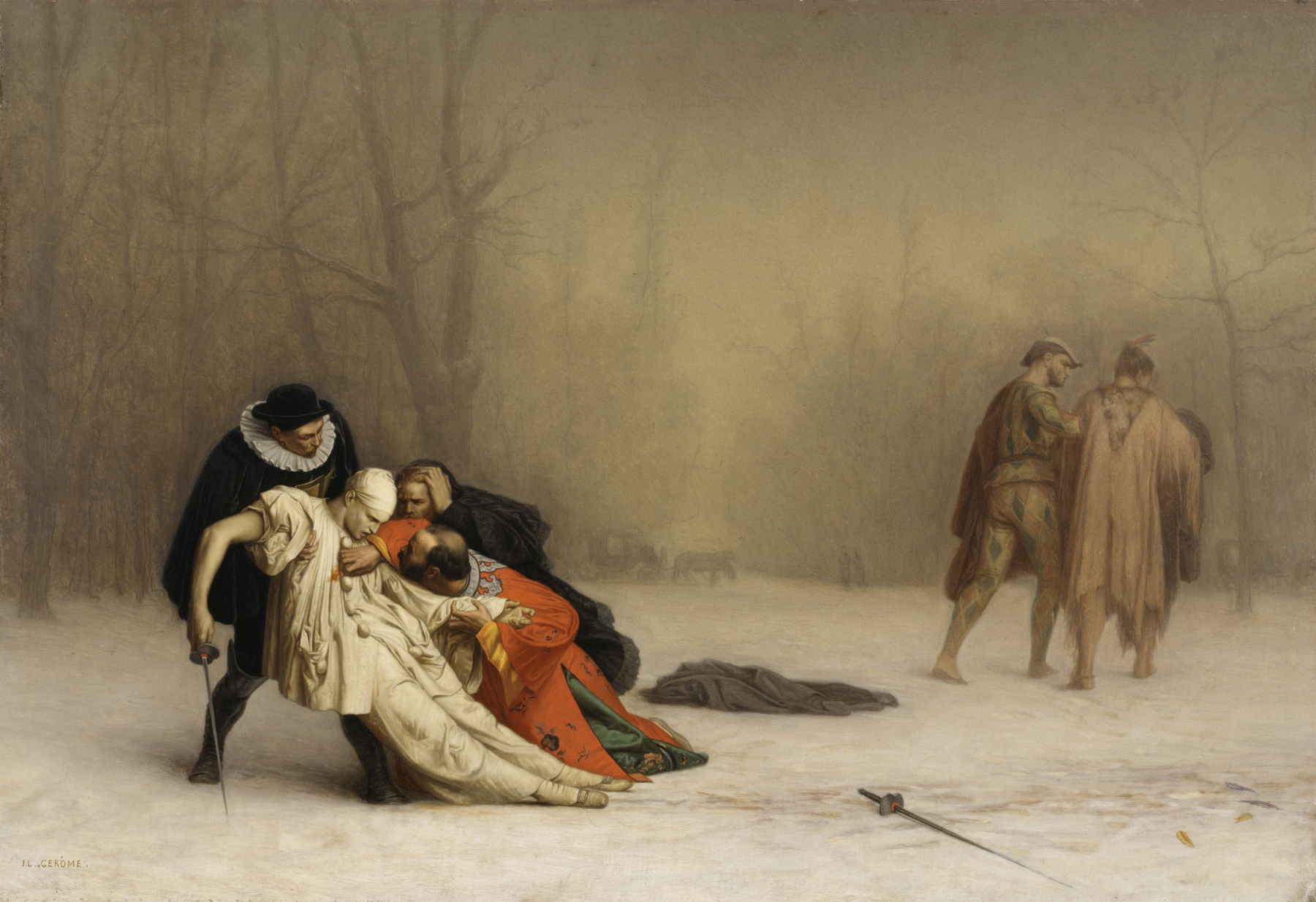
Réplique du Walters Art Museum.

En 1902, Pathé sort un film du même nom (Un duel après le bal), qui se présente comme une reconstitution des actions qui se déroulent avant et après la scène du tableau. Au moment où la composition picturale de Jean-Léon Gérôme apparaît, l'action se fige le temps de cinq secondes.